# Bathyergus suillus
Espèce
Statut de conservation UICN

 LC  : Préoccupation mineure
Le Fouisseur du Cap (Bathyergus suillus), ou Rat-taupe des dunes, est une espèce de mammifère rongeur de la famille des Bathyergidae. Ce rat-taupe vit en Namibie et en Afrique du Sud.
L'espèce a été décrite pour la première fois en 1782 par Johann Christian Daniel von Schreber (1739-1810), un botaniste, mycologue et zoologiste allemand.
Synonyme
- B. africana (Lamarck, 1796)
- B. intermedius Roberts, 1926
- B. maritimus (Gmelin, 1788)